# Luis Fernando Palacios
Luis Fernando Palacios (San Pedro Sula, Cortés, Honduras, 10 de julio de 1988) es un futbolista hondureño. Juega de defensa y su actual equipo es el Marathón de la Liga Nacional de Honduras.

## Clubes
| Club          | País     | Año             |
| ------------- | -------- | --------------- |
| Parrillas One | Honduras | 2008 - 2010     |
| Marathón      | Honduras | 2010 - 2011     |
| Platense      | Honduras | 2012 - 2015     |
| Marathón      | Honduras | 2015 - Presente |

## Polémica declaración
El 29 de abril de 2015, tras el triunfo obtenido por Platense ante Motagua que le dio el pase a la final de la Copa de Honduras 2015, Palacios se acercó a un camarógrafo de Deportes Televicentro y dijo lo siguiente: "Decíle a Orlando Ponce, Salvador Nasralla y Copán Álvarez que se les ((jodió)) el pronóstico, dijeron que la final sería Motagua-Olimpia".